# 西里爾·施皮爾斯
西里爾·施皮爾斯（英語：Cyril Spiers，1902年4月4日—1967年5月21日）是一位英格蘭足球守門員，曾經效力阿士東維拉及托定咸熱刺，後來在英格蘭足球聯賽的球會擔任領隊超過20年。

## 職業生涯
施皮爾斯在阿士東維拉開始其職業球員生涯，在七年間為球隊分別在聯賽及足總杯上陣104次及8次。在一次嚴重受傷後，他被迫掛靴，滿以為再也不能重返綠茵場，阿士東維拉與他達成解約。不過，他進行了試驗性質的手術後加入托定咸熱刺重投職業球員生涯，他在1927年至1932年間上陣169次，接著他離開了球會，成為狼隊領隊法蘭·巴克利的助教。
1939年，他成為了卡迪夫城的秘書領隊，但他對球隊的重建工作受到第二次世界大戰影響而中斷。他在戰爭期間一直留在球會，建立了多支少年隊，包括卡迪夫流浪，將阿蘭·哈林頓及科林·巴克引進球會，吸納本土的天才球員加盟。後來，他與球會因金錢糾紛而離開了球會，轉而執教諾域治。兩年後，他取代比利·麥坎德利斯重新成為卡迪夫城領隊，亦將諾域治收容的卡迪夫流浪帶回卡迪夫城。他在1951年至52年賽季帶領球隊升級，但他在1954年9月轉而執教水晶宮，及後曾是李斯特城的球探。1962年接管艾斯特城是他最後一份領隊工作。

## 執教統計
| 球隊     | 國家   | 由        | 到         | 成績 | 成績 | 成績 | 成績 | 成績   | 成績 |
| 球隊     | 國家   | 由        | 到         | 進球 | 勝   | 和   | 負   | 勝率 % |      |
| -------- | ------ | --------- | ---------- | ---- | ---- | ---- | ---- | ------ | ---- |
| 卡迪夫城 | 威尔士 | 1939年4月 | 1946年4月  | 10   | 3    | 3    | 4    | 30     |      |
| 諾域治   | 英格兰 | 1946年6月 | 1947年12月 | 64   | 15   | 12   | 37   | 23.44  |      |
| 卡迪夫城 | 威尔士 | 1948年4月 | 1954年4月  | 265  | 107  | 73   | 85   | 40.38  |      |
| 水晶宮   | 英格兰 | 1954年9月 | 1958年6月  | 183  | 52   | 54   | 77   | 28.42  |      |
| 艾斯特城 | 英格兰 | 1962年5月 | 1963年2月  | 28   | 7    | 4    | 17   | 25     |      |
| 總數     | 總數   | 總數      | 總數       | 550  | 184  | 146  | 220  | 33.45  |      |

## 註腳
1. ↑  （英文）.   [2012-05-30].[永久]
2. ↑  Ward 2002，第316頁
3. ↑  （英文）.   [2012-05-30]. （原始内容存档于2017-11-07）.